# USS Shangri-La (CV-38)
La USS Shangri-La (codici e numeri d'identificazione CV/CVA/CVS-38) è stata una delle 24 portaerei della classe Essex, appartenente alla United States Navy.
Entrata in servizio nel 1944 partecipò a varie campagne nel teatro di guerra di Pacifico ed Estremo oriente durante la seconda guerra mondiale, guadagnandosi due service star per il suo servizio. Come molte unità gemelle fu radiata poco dopo il termine delle ostilità ma, in seguito, reimmessa in servizio dopo un rapido processo di modernizzazione avvenuto nei primi mesi del 1950. Ridenominata come portaerei d'attacco (CVA), operò nel Pacifico, nell'Atlantico e in Mediterraneo per diversi anni; fu infine riconvertita al ruolo di portaerei antisommergibile (CVS). Fu decorata con tre service star per le operazioni completate nel corso della guerra del Vietnam.
Nel 1971 fu definitivamente ritirata dal servizio attivo, venendo venduta per la demolizione nel 1988.